# Gurbet Airlines
Gurbet Airlines (en turc Gurbet Hava Yollari) est une compagnie aérienne turque basée à Kayseri.

## Historique
- La compagnie est principalement active pendant les périodes estivales.
- En avril 2012, Pegasus Airlines rachète 75 % des parts de Gurbet Airlines pour un montant total de 24 millions USD[1].

## Destinations
- Gurbet Airlines dessert en 2012 13 villes en Europe et en Asie.

## Flotte
- 3 Boeing 737-400

## Code data
- Association internationale du transport aérien AITA Code : GB
- Organisation de l'aviation civile internationale OACI Code : GHY
- Nom d'appel : Air9